# Agua potable y saneamiento en Paraguay
En el sector de agua potable y saneamiento en Paraguay se han alcanzado muchos logros en materia de expansión de cobertura y mejora de la sostenibilidad de los servicios, aún quedan muchos problemas por resolver. Los desafíos clave incluyen: un bajo nivel de cobertura de los servicios de agua y saneamiento, particularmente en zonas rurales; un bajo nivel de recuperación de costos, a pesar de que las tarifas, según un requisito legal, deberían al menos cubrir los costos; la falta de un ente rector del sector y un marco institucional que sólo es parcialmente efectivo.

## Acceso
Fuente: Programa de Monitoreo Conjunto OMS/UNICEF(JMP/2006). Datos de agua y saneamiento basados en la Encuesta Permanente de Hogares (Censo 2002).

## Responsabilidad para agua y saneamiento

### Políticas y regulación
La responsabilidad por la formulación de políticas recae, nominalmente, en el Ministerio de Obras Públicas y Comunicaciones. En la práctica, el Ministerio de Obras Públicas y Comunicaciones no ha desarrollado políticas sectoriales, dejando un vacío en esta área de tanta importancia. De hecho, a la diferencia de la mayoría de los otros países de América Latina, no existe un ente rector del sector agua potable y saneamiento en Paraguay.
La regulación ha sido encomendada a una entidad autónoma, el Ente Regulador de Servicios Sanitarios (ERSSAN). El marco institucional está codificado en la Ley 1614/00 de 2000, la cual establece un marco regulador y tarifario para el sector. Esta ley, bajo la cual se creó ERSSAN, fue formulada con la esperanza de incrementar sustancialmente la participación de la empresa privada en el sector, lo cual no ocurrió.
El ente regulador, creado con el objetivo de regular la potencial participación de la empresa privada, ha probado ser poco efectiva para regular a la empresa nacional ESSAP.

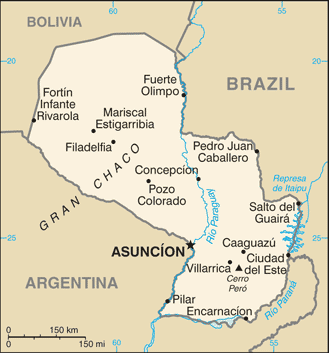

### Otras funciones: El Servicio Nacional de Saneamiento Ambiental (SENASA)
La asistencia técnica y el financiamiento para Juntas de Saneamiento en áreas rurales son provistos por el Servicio Nacional de Saneamiento Ambiental (SENASA), una entidad pública bajo la tutela del Ministerio de Salud. Como las otras entidades públicas del sector, SENASA enfrenta muchos desafíos, ya que no tiene la capacidad suficiente como para brindar un apoyo adecuado al constantemente creciente número de Juntas.

### Prestación de servicios
Los servicios de agua y saneamiento son brindados principalmente para tres categorías de prestadores: La Empresa de Servicios Sanitarios de Paraguay (ESSAP), los aguateros y las Juntas de Saneamiento.
Sin embargo hay otros actores, como Itaipú, Yacyretá, gobernaciones, ONG y otras entidades que construyen sistemas de agua en las zonas rurales. Según el ERSSAN, estos operadores no siguen ninguna planificación del sector, por ende los sistemas son construidos sin base a una coordinación de cobertura y el resultado es una alta cantidad de sistemas de agua potable con pocas conexiones, lo cual implica en definitiva problemas para la sostenibilidad, control y la seguridad de los mismos. Ante esta situación se deduce una fuerte atomización del sector, como dato referencial se tiene que el 60% del total de prestadores tiene menos de 100 conexiones, y el 87% no pasan las 300 conexiones.

#### La Empresa de Servicios Sanitarios de Paraguay (ESSAP S.A)
La Empresa de Servicios Sanitarios de Paraguay (ESSAP), una empresa privada, es responsable por la prestación de servicios a poblaciones urbanas de más de 10,000 habitantes.

#### Los Aguateros
Un estimado 500 proveedores privados e informales llamados “Aguateros” brindan servicios a aproximadamente 500,000 personas, principalmente en la zona metropolitana de Asunción. Estos aguateros operan sistemas a pequeña escala de hasta 5,000 conexiones. Según el ERSSAN, los aguateros "cuentan con escasos recursos, problemas de morosidad por parte de los usuarios, desperfectos o fallas imprevistas de los equipos y poca preparación administrativa y técnica del personal, lo cual hacen que la gestión de la calidad de prestación del servicio de estos prestadores sea claramente ineficiente."

#### Las Juntas de Saneamiento

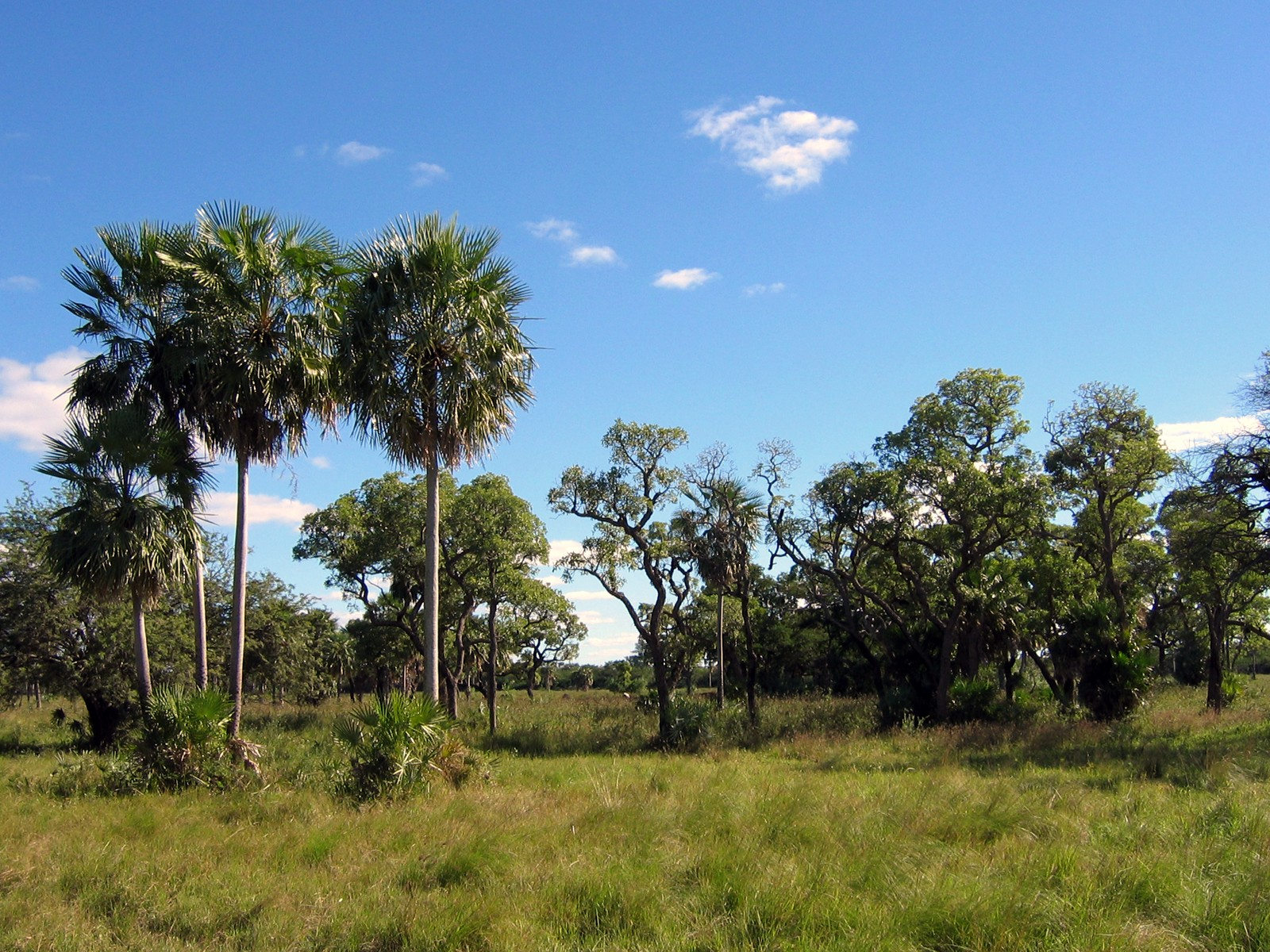
Paisaje del Chaco.

Aproximadamente 2,500 Juntas de Saneamiento brindan servicios en las zonas rurales y en algunas pequeñas ciudades. Las Juntas son organizaciones sin fines de lucro con la finalidad de administrar servicios de agua potable, y en algunas casos también de disposición de excretas y basuras. Los usuarios eligen cada año en Asamblea General 2 de los 4 miembros de su Junta local. Los miembros tienen un mandato de dos años, renovable una sola vez. El municipio nomina un quinto miembro. El Presidente de la Junta debe haber trabajado dentro la misma Junta en otra función antes de obtener la carga de Presidente. Cada Junta tiene su reglamento interno.
Las Juntas son agrupadas en 10 asociaciones en 3 departamentos. Las asociaciones acompañan las Juntas en el funcionamiento y mantenimiento de los sistemas. Las Juntas escogen si se integran a la asociación de Juntas o no, y los que se integran pagan una cuota. Cada asociación de Juntas agrupa a aproximadamente 50 Juntas, lo que es la mitad de las Juntas por departamento.
La gran mayoría de los sistemas de agua en áreas rurales usan aguas subterráneas con bombeo eléctrico, aprovechando la alta cobertura de la red eléctrica en Paraguay usando la energía el
eléctrica de Itaipú. Sin embargo, hay áreas en el Chaco donde el agua subterránea no es potable y donde no hay red eléctrica. En estas áreas, donde viven pueblos indígenas, se usan sistemas mixtas con energía eólica para el bombeo y la colecta de agua de lluvias en los techos.
Las Juntas de Saneamiento efectúan su propio monitoreo de la calidad de agua, usando los servicios de varios laboratorios. A pesar de la buena calidad del agua subterránea la gran mayoría de los sistemas de agua en áreas rurales tienen equipo de clorinación para la desinfección preventiva.

### Expansión y sostenibilidad de servicios en áreas rurales: Un éxito
No obstante los desafíos que aún subsisten, la expansión del abastecimiento de agua y del saneamiento a las zonas rurales, fundamentada en un marco institucional y de política sustentable, ha sido considerada un éxito importante. A diferencia de muchos otros países, las Juntas locales están bien organizadas y no sólo recuperan los costos de operación y mantenimiento, sino que también amplían sus sistemas utilizando sus propios recursos y repagan una porción de los costos de capital a la tesorería nacional. Las primeras Juntas se crearon con la ayuda de un préstamo que el Banco Mundial otorgó a Paraguay para el abastecimiento de agua y el saneamiento en zonas rurales en 1977, fomentando así una alianza exitosa a largo plazo que perdura hasta la fecha.

## Historia
A principios de la década de 1950, Asunción era la única capital en Latinoamérica que no tenía un sistema de abastecimiento de agua potable. Superando el atraso, en 1954 se creó Corposana, originariamente, con el objetivo de elaborar los proyectos, construcción, explotación y administración de las obras y servicios de agua potable y alcantarillado sanitario de la ciudad de Asunción. Su denominación inicial fue: Corporación de Obras Sanitarias de Asunción.
Los requerimientos de poblaciones asentadas en el interior del país impulsaron la ampliación del área de su objeto a toda la República en 1966. Con la creación del Servicio Nacional de Saneamiento Ambiental (SENASA) en el año 1972, este organismo dependiente del Ministerio de Salud Pública y Bienestar Social, paso a responsabilizarse de la promoción de servicios de agua y disposición de excretas en todas las comunidades con población inferior a 4000 habitantes. Conforme a la ley, Corposana tiene por competencia atender a poblaciones con mayor número de habitantes que el establecido para SENASA.
En 2000 se ha establecido el Ente Regulador de Servicios Sanitarios (ERSSAN).

## Experiencias exitosas
Algunas de las Juntas de Saneamiento del Paraguay se destacan a través de logros impresionantes. Entre ellas es la Junta de Saneamiento de Itauguá que empezó en 1974 administrando un solo pozo de agua, un solo tanque y 202 usuarios. En 2005 tenía 12 pozos, 11 tanques y 6.000 usuarios. El patrimonio era de 4.655 millones de guaraníes (US$ 750,000). Las cuentas de la Junta son sujetos anualmente a una auditoría externa. Después de haber beneficiado de un aporte del Estado para el financiamiento de las inversiones iniciales y de la donación de un terreno por parte del municipio, la Junta financiaba sus inversiones con recursos propios. En 2004 la tarifa mínima era de 1.550 guaraníes (US$ 2.50) por mes e incluyó un consumo de 10 metros cúbicos. Todas las conexiones tenían medidores y la facturación del consumo superior a los 10 metros cúbicos se hizo en base del consumo actual a un precio de 155 guaraníes (US$ 0.25) por metro cúbico. La Junta brinda un servicio continuo y de calidad. La Junta pertenece a la Asociación de Juntas de Saneamiento del Departamento Central (AJUSADEC). La Asociación brinda servicios de reparación y de asesorías jurídicas, contables y administrativas, entre otros, a 37 Juntas, y tiene su sed en Itauguá. Con la ayuda de la ONG Alter Vida, se instaló un software para facturación y mapas digitalizados de áreas servidas. En 2006 la Junta planificaba inversiones en el alcantarillado sanitario, el tratamiento de las aguas negras y la recolección de desechos sólidos.

## Tarifas y recuperación de gastos

### ESSAP (áreas urbanas)
Las tarifas de agua potable y alcantarillado de ESSAP son las mismas para todo el país. A la diferencia de otros países de América Latina no hay grandes diferencias entre tarifas para diferentes categorías de usuarios (solamente un 15% más alto para usuarios no-residenciales que para usuarios residenciales), y entre tarifas para diferentes niveles de consumo.
Las tarifas aumentaron significativamente entre 1997 y 2001. Una factura residencial típica para un consumo de 20m3 por mes aumentó de 10,679 guaraníes por mes en 1997 a 32,080 guaraníes por mes en 2001. Sin embargo, el ritmo de incremento tarifario no fue el mismo que el ritmo acelerado de la inflación en los años siguientes y las tarifas disminuyeron entonces en términos reales a 11.321 guaraníes por mes en 2003. Se estima que un hogar promedio en los dos primeras quintiles de ingreso paga 5% de su ingreso para la factura de agua y alcantarillado, lo que se considera estar el límite máximo de la capacidad de pago.
Sin embargo, las tarifas del prestador del ESSAP están actualmente por debajo del costo y se ajustan muy esporádicamente, lo que genera pérdidas de operación sustanciales. Por ende, resulta imposible financiar las inversiones necesarias para ampliar la cobertura y para mejorar la calidad de los servicios.
En el año 2009, bajo el gobierno de Lugo, bajo la administración de Emiliano Insfrán Rolón, por primera vez las tarifas se están ajustando a la ley 1614 lo que ha posibilitado inversiones de entes estatales y privados del exterior. Actualmente, el Banco Mundial ha firmado un convenio con el Ministerio de Hacienda de Paraguay y gran parte de este préstamo se invertirá en ESSAP.-

### Aguateros
Al contrario, las tarifas de aguateros (véase arriba) les permiten recuperar totalmente los costos y se comparan favorablemente con las tarifas que aplica el ESSAP. Las tarifas que cobran los aguateros, actualmente son reguladas por el Ente Regulador de Servicios Sanitarios (ERSSAN).

### Áreas rurales
En áreas rurales las inversiones en agua y saneamiento se financian de la forma siguiente para sistemas con 150 conexiones o más:
- 15% contribución comunitaria en forma de mano de obra y de materiales locales
- 15% contribución comunitaria en efectivo (5% antes de la construcción y 10% durante la construcción)
- 30% contribución comunitaria en efectivo en un periodo de 10 años, reembolsando el Estado
- 40% financiamiento del Estado no-reembolsable (subsidio)

Para sistemas con menos de 150 conexiones la contribución comunitaria en efectivo esta menor y el subsidio mayor.
Las tarifas de las Juntas de Saneamiento cobran todos los gastos de operación y de mantenimiento, la ampliación de los sistemas y el reembolso de la deuda con el Estado contratada durante la construcción de los sistemas. Este nivel de recuperación de gastos, incluso el reembolso de una parte de las inversiones, es único en agua y saneamiento en áreas rurales en América Latina.

## Apoyo externo

### Banco Mundial
Como mencionado anteriormente, la relación entre el Banco Mundial y el Gobierno de Paraguay y SENASA sobre agua potable y saneamiento rural dura de 30 años, cubriendo tres proyectos exitosos: los proyectos BIRF I aprobado en 1977, BIRF II aprobado en 1981, y BIRF III aprobado en 1992. En consecuencia, el Banco es una de las instituciones en la cual el Gobierno pone mucha confianza para asistir en el sector. El Banco está apoyando el proyecto BIRF IV aprobado en 1997, el propósito del cual es el incremento rápido de la cobertura de agua y saneamiento en áreas rurales. Un objetivo secundario es de cambiar el papel de SENASA en el sector de un ejecutor de proyectos hacia un promotor eficiente de actividades.
El Banco Mundial apoyo también un proyecto piloto para aumentar la cobertura de servicios en pequeñas ciudades con subsidios acordados en base de competencia, incluyendo “aguateros” como proveedores de servicios.
El 14 de abril de 2009, el Banco Mundial aprobó un préstamo de US$64 millones para el Proyecto de Modernización del Sector Agua y Saneamiento del Paraguay. El objetivo del proyecto es aumentar la eficiencia, cobertura, y sostenibilidad de los servicios de agua y saneamiento en Paraguay a través de: (a) mejorar la gobernabilidad del sector, (b) mejorar los servicios de agua e incrementar el acceso a servicios de alcantarillado en el área metropolitana de Asunción, y (c) aumentar el acceso a servicios sostenibles de agua y saneamiento en zonas rurales.

### Banco Interamericano de Desarrollo
En 2001 el BID aprobó un préstamo de US$12 millones para un Proyecto de Agua Potable y Saneamiento en Pequeñas Comunidades ejecutado por el SENASA. La meta del proyecto es beneficiar a aprox. 75.000 habitantes en comunidades rurales y aprox. 2.000 habitantes en comunidades indígenas.

### Japón
El gobierno de Japón presta 1.300.000.000 yenes para obras y 109.000.000 yenes para consultorías en el marco de un proyecto ejecutado por el SENASA con una población beneficiada de aprox. 72.500 habitantes.

### Fondo Para la Convergencia Estructural de Mercosur
El Fondo para la Convergencia Estructural de Mercosur (Proyecto FOCEM) acordó un préstamo de 28.516.221 dólares americanos para un proyecto ejecutado por el SENASA con una población beneficiada de aprox. 150.000 habitantes.

### España
AECID (Agencia Española de Cooperación Internacional para el Desarrollo)
El gobierno español aportó una inversión de 76.238.253 euros, que sumada a una inversión local paraguaya de 53.231.766 euros es lo que se viene a llamar "Fondo del Agua en Paraguay".
Los proyectos del Fondo se enfocan en el incremento de la cobertura y la mejora de servicios de agua potable y saneamiento en comunidades indígenas, campesinas, pobres y de extrema pobreza, garantizando la sostenibilidad de las intervenciones y el fortalecimiento de capacidades para la definición y aplicación de políticas de agua potable y saneamiento.

## Acontecimientos recientes
En abril del 2007 el taller de “Planificación y Fortalecimiento Institucional”, organizado por el Centro de Adiestramiento Empresarial Multidisciplinario (CAEM)-TECMA S.A., y financiado por el Banco Interamericano de Desarrollo identificó que las juntas deben mejorar su gerenciamiento local para evitar "el colapso debido a la morosidad de los usuarios". La morosidad tiene un “efecto domino” ya que al no recibir ingresos, las juntas tampoco pueden cumplir con sus obligaciones con el SENASA, que en torno, necesita los recursos para su mantenimiento y también para cubrir con obligaciones con el Banco Mundial. Por estar más próximo de los clientes, el taller concluyó que los administradores locales deben solucionar el problema de la morosidad y que los síndicos deben ser los principales controladores exigentes para remediar el problema.